# Scolomys ucayalensis
Scolomys ucayalensis é uma espécie de roedor da família Cricetidae. Pode ser encontrada no Brasil, Peru, Equador e Colômbia.